# Charles Asselineau
Pour les articles homonymes, voir Asselineau.
Charles Asselineau (13 mars 1820 à Paris – 25 juillet 1874 à Châtel-Guyon) est un homme de lettres, écrivain et critique d’art français. Il compte parmi les rares amis fidèles de Charles Baudelaire.

## Biographie

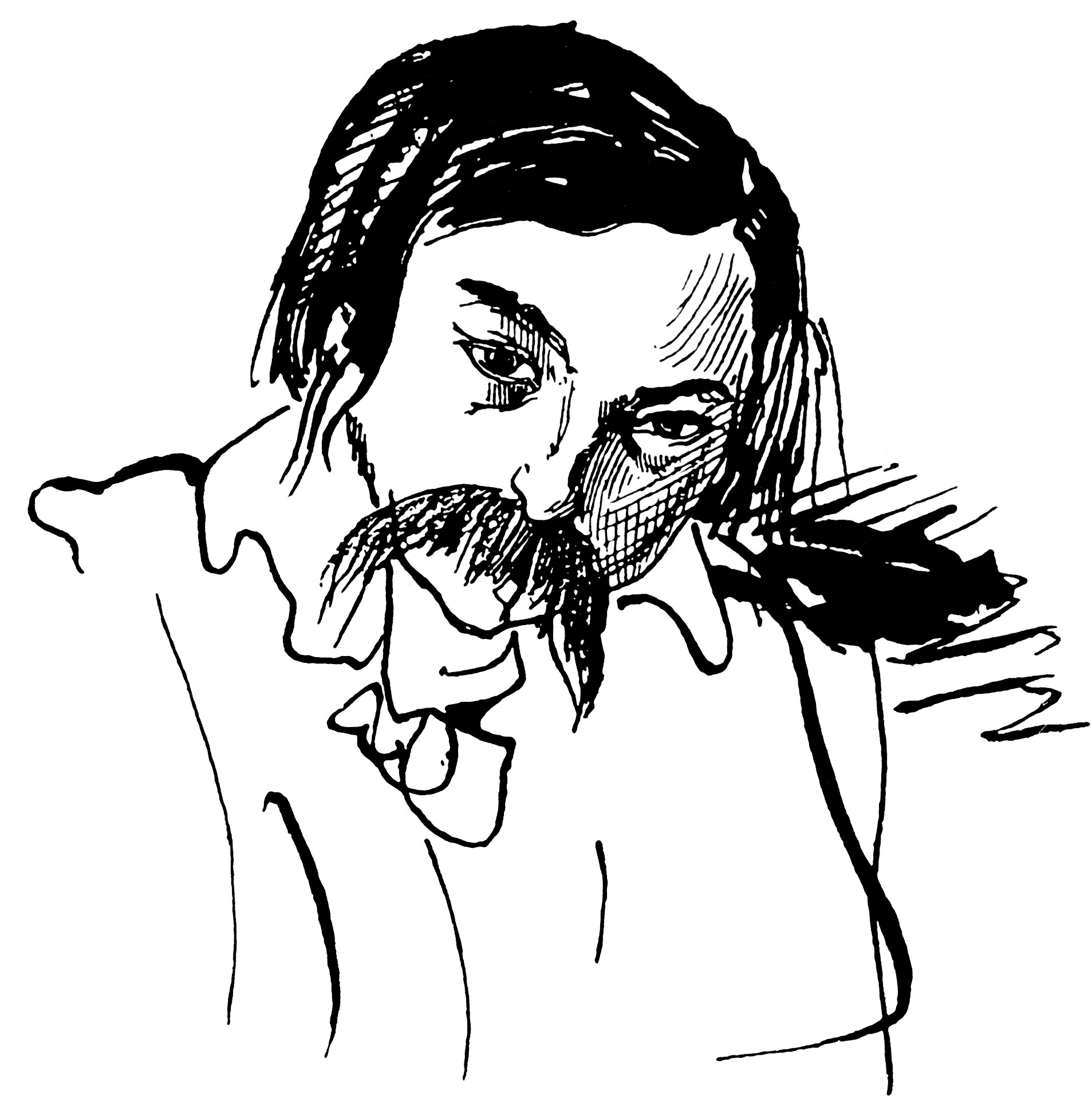
Charles Asselineau, dessin à la plume par Baudelaire en 1850.

Il fait ses études au collège Bourbon (actuel lycée Condorcet). Il est alors condisciple de Félix Tournachon (Nadar), avec lequel il se lie. Comme ce dernier, il commence des études de médecine. Cependant, assez rapidement, il se tourne vers la littérature. Il collabore à différentes revues littéraires et artistiques, comme Le Courrier artistique, travaille pour la bibliothèque Mazarine et écrit différents ouvrages : un recueil de nouvelles La double vie (1858), L’enfer du bibliophile (1860), Le paradis des gens de lettres (1862), Mélanges tirés d’une petite bibliothèque romantique (1866), L'Italie et Constantinople (1869), André Boulle, ébéniste de Louis XIV (1872), Bibliographie romantique (1872), etc.
En 1845, il rencontre Charles Baudelaire, dont il devient un ami fidèle. Ainsi, il le soutient lors de la parution en 1857 des Fleurs du Mal, ouvrage dont il publie avec Banville en 1868 une 3e édition, Caroline Aupick, mère de Baudelaire, leur ayant confié le soin d'éditer les Œuvres complètes de son fils. En 1869, il écrit la première biographie de Baudelaire : Charles Baudelaire, sa vie et son œuvre.